# Танзанийско-угандийские отношения
Танзанийско-угандийские отношения — двусторонние дипломатические отношения между Танзанией и Угандой. Протяжённость государственной границы между странами составляет 391 км.

## История
В 1971 году в Уганде к власти пришел Иди Амин в результате военного переворота. Президент Танзании Джулиус Ньерере предоставил убежище свергнутому президенту Уганды Милтону Оботе. Между странами были очень натянутые отношения, что в итоге в 1978 году привело к войне. Предлогом для начала войны послужила попытка государственного переворота в Уганде, в которой Иди Амин обвинил Танзанию и объявил ей войну. Иди Амин рассчитывал оккупировать область Кагера, которую считал исторической угандской территорией. В апреле 1979 года война окончилась решительной победой Танзании. После окончания войны Танзания предъявила правительству Уганды счет на выплату репараций, которые Кампала окончательно выплатила в 2007 году. Все президенты Танзании совершали различные государственные визиты в Уганду, а угандийские президенты посещали Танзанию. Лидеры обеих стран также встречаются на ежегодных саммитах Восточноафриканского сообщества.

## Торговля
В 2013 году Танзания экспортировала товаров в Уганду на сумму 62,2 млн. долларов США. Экспорт Танзании в Уганду: машинное оборудование, сельскохозяйственные продукты и медикаменты. В 2013 году Уганда поставила товаров в Танзанию на сумму 62,6 млн долларов США. Экспорт Уганды в Танзанию: кукуруза и телекоммуникационное оборудование. Страны реализовывают проект по строительству нефтепровода для поставки сырой нефти с месторождений Уганды в танзанийский порт в Танге. Ожидалось, что строительство нефтепровода начнется в августе 2016 года, стоимость проекта оценивалась в 4 млрд долларов США. Участие в проекте согласились принять следующие нефтяные компании: Total E&P Uganda, China National Offshore Oil Corporation и Tullow Oil. В марте 2016 года издание Daily Monitor сообщило, что компания Total E&P Uganda готова вложить 4 млрд долларов США для финансирования проекта. По планам строительство нефтепровода должно быть завершено в 2020 году.

## Дипломатические представительства
- Танзания имеет высокую комиссию в Кампале[9].
- У Уганды имеется высокая комиссия в Дар-эс-Саламе[10].